# Adaincourt
Adaincourt – miejscowość i gmina we Francji, w regionie Grand Est, w departamencie Mozela.
Według danych na rok 1990 gminę zamieszkiwało 98 osób, a gęstość zaludnienia wynosiła 29 osób/km² (wśród 2335 gmin Lotaryngii Adaincourt plasuje się na 947. miejscu pod względem liczby ludności, natomiast pod względem powierzchni na miejscu 1146.).